# The Crooks
The Crooks sono un gruppo punk rock italiano, nato a Milano nel 1997 come trio composto da Fabrizio Cimolino alla chitarra e voce, Paolo Stucchi al basso e Alessandro Muzzi alla batteria. Il sound della band si ispira al punk newyorkese dei Ramones e dei New York Dolls, con il cantato in lingua inglese e i suoni ruvidi caratteristici del genere.
Nella loro carriera i Crooks vantano varie esperienze come supporto di band importanti del panorama locale ed internazionale come The Libertines, Happy Revolvers, Gluecifer, The Datsuns, Eddie & the Hot Rods, Vice Squad, The Queers, Ash, NoMeansNo, Prima Donna, Green Day, 999, TV Smith, Jim Jones Revue, Buzzcocks e The Exploited.

## Storia del gruppo

### I primi anni
Nel 1999 i Crooks pubblicano il loro primo lavoro, un 45 giri dal titolo You Make Me Feel so Sick, con la neonata etichetta indipendente Tre Accordi Records, specializzata in produzioni e ristampe punk. Dal 2000 si aggiunge alla formazione Ettore Gilardoni al basso, con conseguente spostamento di Paolo Stucchi alla seconda chitarra. Con questa formazione esce nel 2001 il primo album in studio Speed Kills, contenente 12 brani inediti; per il tour successivo e fino al 2004 Paolo Stucchi, impegnato in un proprio progetto musicale con i Gerson, viene sostituito dal chitarrista bresciano Pietro Zola.
Tra il 2004 e il 2005 esce, sempre per la Tre Accordi Records, il secondo disco dal titolo Nothing to Lose.
Nel 2007 esce per l'etichetta britannica UK Division Records il terzo album High Society R'n'R,  primo disco della band ad essere pubblicato anche nel resto d'Europa da Plastic Head e Code 7, e registrato con al basso Stefano Loi e alla batteria Vincenzo Dinardo. A seguito della pubblicazione del disco i Crooks intraprendono una lunga serie di concerti live che li porta negli anni a suonare sui palchi di tutta Italia ed Europa supportati dall'agenzia tedesca di booking Billig People.

### La nuova formazione
Dal 2010 al 2011 la formazione della band subisce nuovamente alcuni cambiamenti e, dopo un breve periodo con Marcello Gatti alla batteria, si stabilizza con l'arrivo di Brix alla batteria e Cool J Piteco al basso.
Nel 2012 esce il quarto album Atomic Rock, pubblicato dalla Dischi Volo Libero, etichetta legata all'editore milanese Claudio Fucci, a cui sono seguiti due tour in Europa ed Italia e la pubblicazione di un videoclip ufficiale per il singolo Victim of the Circumstances.
Nel 2013 aprono per i Green Day in un secret show al Circolo Arci Ohibò di Milano.
Nel 2014 esce un EP su 7" in vinile dal titolo 15 Wasted Years, che celebra i 15 anni dall'uscita del primo 45 giri della band. Il disco contiene 4 brani di cui 3 inediti e un remake del lato B del primo disco.
Nel 2015 è uscito il 45 giri split Punk Rock Generations, dove i Crooks collaborano con insieme a Rappresaglia, Senzabenza e Latte+ con il pezzo Beer Bodybuilding. 
Nel giugno 2015 la band ha aperto il concerto dei The Exploited a Seregno. L'anno successivo ha partecipato ad alcuni concerti in Italia e all'estero; ad aprile ha aperto la data italiana dei Buzzcocks al Legend Club di Milano.

### La pausa e il ritorno
Con la decisione da parte di Brix di lasciare il gruppo per motivi personali sono seguiti alcuni anni di pausa dalle scene, durante i quali gli altri membri si sono dedicati a progetti personali: in particolare Fabrizio ha militato negli Infiltrados insieme ad due ex membri dei Crooks (Stefano e Vincenzo), mentre Ettore si è dedicato a suonare il basso e a produrre il nuovo lavoro di Paolo Gerson. 
Dal 2019 i Crooks sono tornati a lavorare ad un nuovo album con un nuovo batterista. Il 28 ottobre 2022 esce il concept album Mediacracy (pubblicato in Italia per Maninalto! Records e negli Stati Uniti per ProRawk Records), con la partecipazione di Zebra dei Boogie Spiders, Ricky Rat, Lester Greenowski, Raldo Useless dei Gluecifer e Kevin Preston (Primadonna, Green Day, Foxboro Hot Tubs). Il disco è stato anticipato in aprile dal singolo Apophenia, con Nando Ferdinandi dei Senzabenza ai cori, e in ottobre dal singolo I Know.

## Formazione

### Attuale
- Fabrizio Cimolino – voce, chitarra (1997-presente)
- Ettore "Ette" Gilardoni – chitarra, voce (2000-presente)
- Marcello "Cool J Piteco" Crotti – basso (2010-presente)
- Stefano "Taff" Perfetto – batteria (2019-presente)

### Ex componenti
- Paolo Stucchi – basso (1997-2000), chitarra (2000-2001)
- Alessandro Muzzi – batteria (1997-2003)
- Stefano "Steve" Loi – basso (2003-2009)
- Vincenzo "Vinnie" Dinardo – batteria (2003-2009)
- Marcello Gatti – batteria (2010-2011)
- Fabrizio "Brix" Keller – batteria (2010-2016)

### Turnisti
- Pietro Zola – chitarra (2001-2004)

## Discografia

### Album in studio
- 2001 – Speed Kills, Tre Accordi Records, TA004
- 2004 – Nothing to Lose, Tre Accordi Records, TA006
- 2007 – High Society Rock'n'Roll, UK Division Records, UKD039
- 2012 – Atomic Rock, Dischi Volo Libero, DVL03
- 2022 – Mediacracy, Maninalto! Records

### EP
- 2000 – The Dog, autoproduzione
- 2014 – 15 Wasted Years, White Zoo Records

### Split
- 2015 – Punk Rock Generations, Rocketman Records (con Rappresaglia, Senzabenza e Latte+)

### Singoli
- 1999 – You Make Me Feel So Sick, Tre Accordi Records, TA001